# 蓋斯韋德巴赫河 (倫訥倫巴赫河支流)
47°20′09″N 8°24′57″E / 47.33572°N 8.41591°E

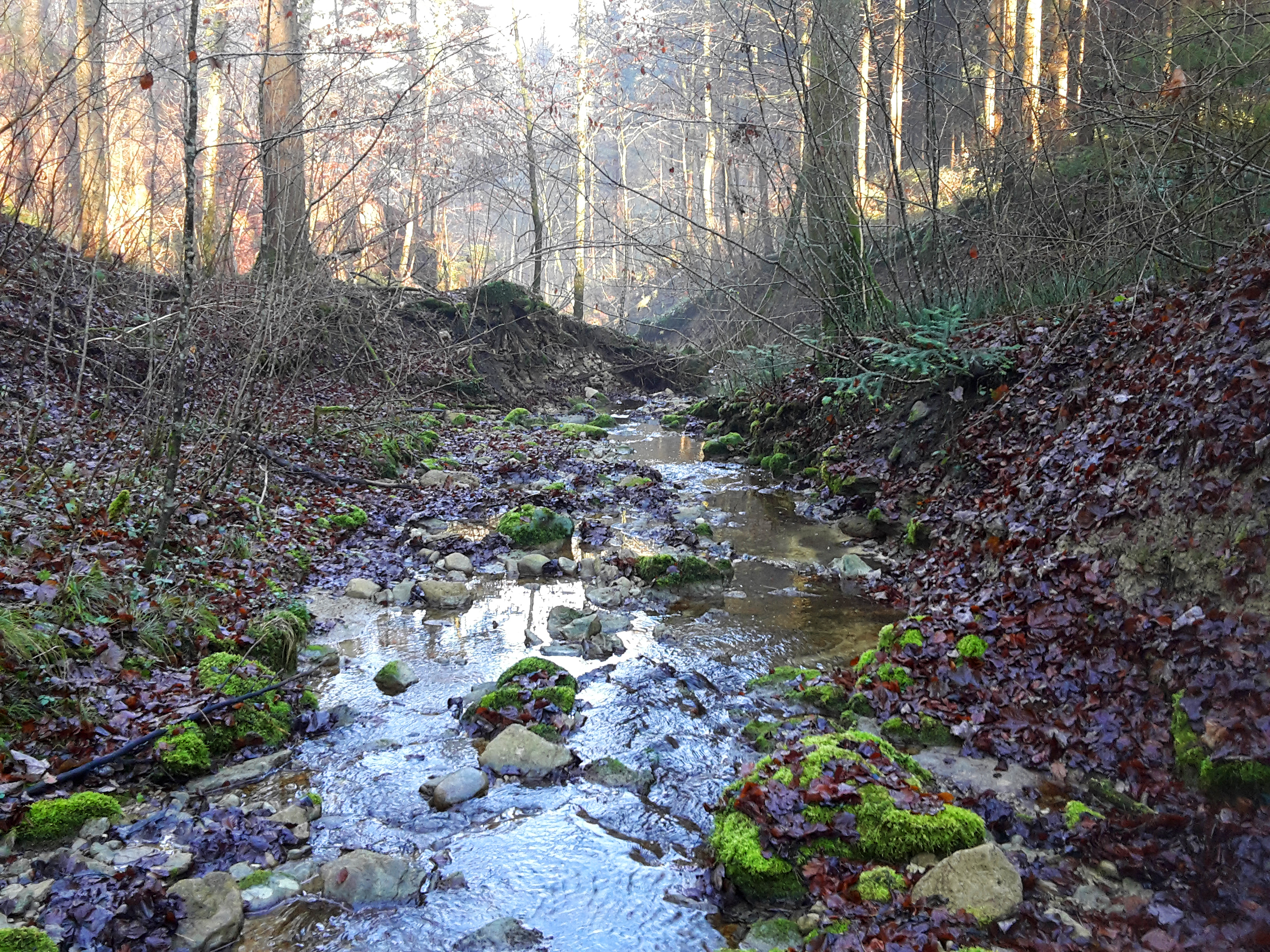

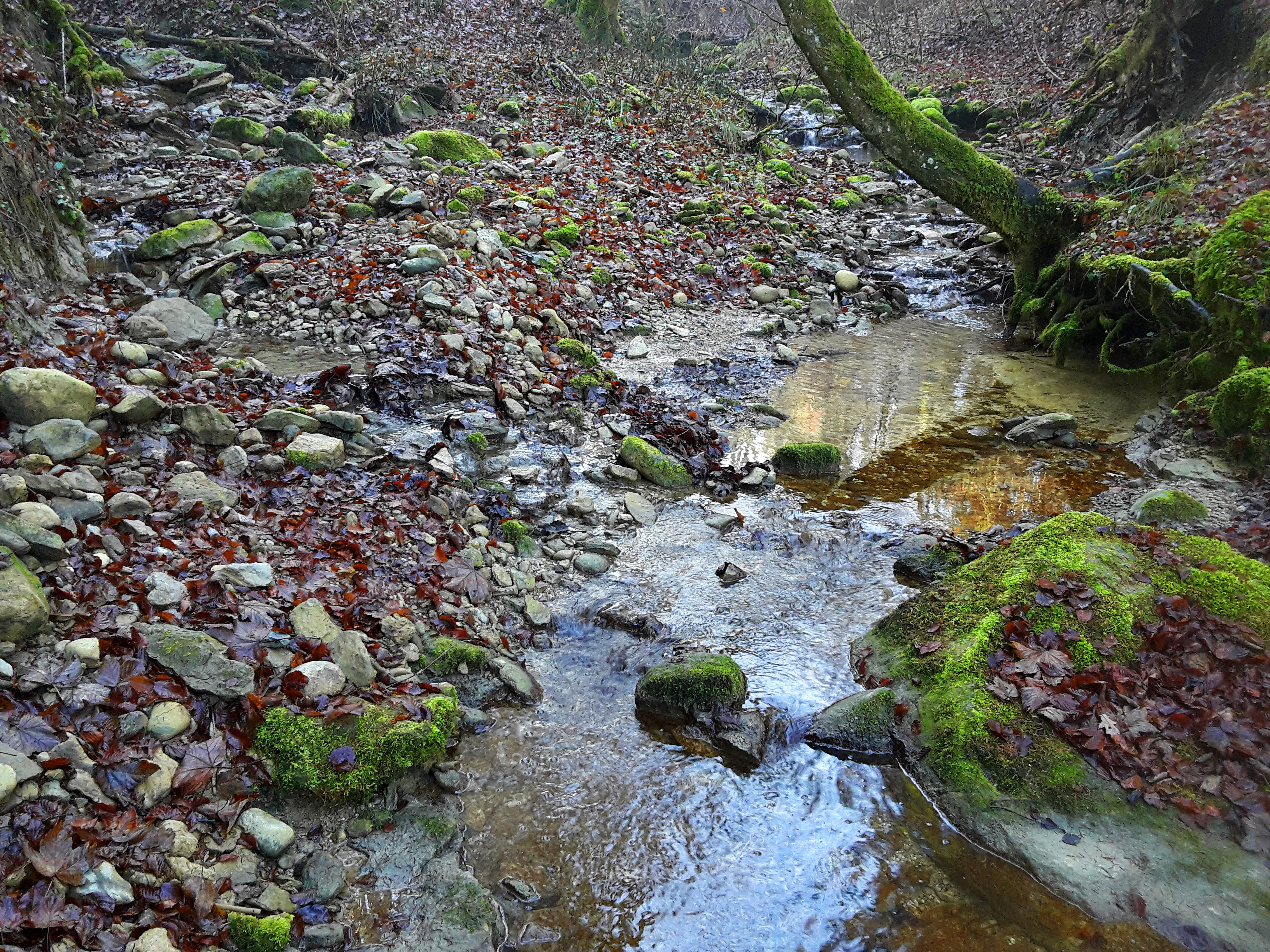

蓋斯韋德巴赫河是瑞士的河流，位於該國北部，流經阿爾高州和蘇黎世州，屬於倫訥倫巴赫河的左支流，河道全長1.9公里，流域面積1.7平方公里，發源自阿爾尼。